# Марко Амелія
Марко Амелія (італ. Marco Amelia, нар. 2 квітня 1982, Фраскаті) — італійський футболіст, що грав на позиції воротаря. По завершенні ігрової кар'єри — тренер.
Виступав, зокрема, за клуби «Ліворно» та «Мілан», а також національну збірну Італії.
Чемпіон світу 2006 року та бронзовий призер на Олімпіаді в Афінах у 2004 році. Кавалер та Офіцер ордена «За заслуги перед Італійською Республікою».

## Клубна кар'єра
Марко Амелія — вихованець римського футболу, а саме футбольного клубу «Рома».
Професійну кар'єру гравця розпочав в «Ліворно», куди прийшов у 2001 році на правах оренди, але незабаром був викуплений. У сезоні 2003/04 він був відданий в оренду спочатку «Лечче», де був основним воротарем і дебютував у Серії А, а потім «Пармі», де був дублером Себастьяна Фрея, через що провів лише по одному матчу у Кубку Італії та Кубку УЄФА, дебютувавши у єврокубках.

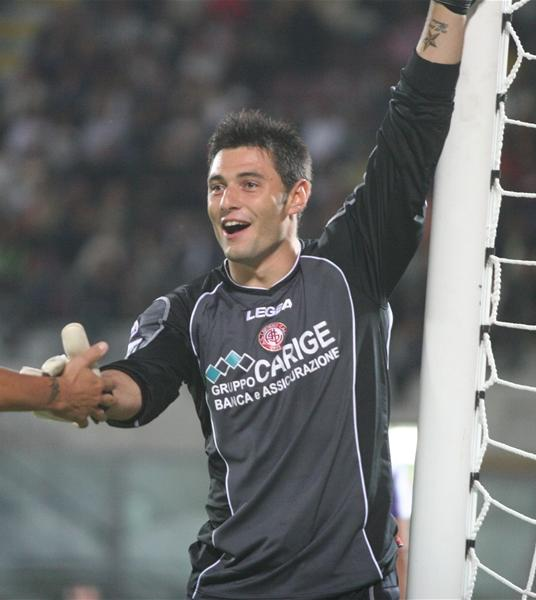
Марко Амелія під час виступів за «Ліворно». 29 вересня 2007 року.

Влітку 2005 року повернувся в «Ліворно». 2 листопада 2006 року в матчі Кубка УЄФА проти сербського «Партизана» Амелія забив гол і став першим італійським воротарем, що відзначилися в єврокубках. У лютому 2007 року Марко оголосив, що підписав контракт з московським «Спартаком», однак трансфер так і не відбувся. За підсумками сезону 2007/08 «Ліворно» зайняло останнє 20 місце в Серії А і покинуло еліту.
5 червня 2008 року Амелія перейшов в «Палермо» за 6 млн. євро і відіграв за клуб один сезон, провівши в його складі 34 матчі в Серії А.
5 серпня 2009 року «Палермо» та «Дженоа» обмінялися воротарями, таким чином Амелія перейшов в «Дженоа», а «Палермо» отримала Рубіньйо. У новій команді Марко провів наступний сезон 2009/10, зігравши у 30 матчах чемпіонату, в яких пропустив 48 голів, а також у 5 матчах Кубка УЄФА, в яких пропустив 8 м'ячів.
23 червня 2010 року Амелія став гравцем «Мілана», в якому протягом чотирьох сезонів був дублером Крістіана Абб'яті, через що на поле виходив нерегулярно, хоча і виграв з командою в 2011 році чемпіонат та національний суперкубок. Влітку 2014 року на правах вільного агента покинув клуб, після чого виступав в аматорській куоманді «Рокка Пріора».
В січні 2015 року Амелія приєднався до «Перуджі», що виступала в Серії Б, але до кінця сезону він з'явився на полі лише одного разу. Тому в Перуджі відмовилися продовжувати співпрацю з Амелією на наступний сезон і він знову став вільним агентом та виступав за нижчоліговий клуб «Лупа Кастеллі Романі».
В кінці вересня 2015 року Жозе Моурінью запросив Амелію на випробувальний період в «Челсі», щоб вивчити ігрові кондиції 33-річного воротаря. Причиною стало те, що «Челсі» був змушений терміново шукати ще одного воротаря після того, як основний кіпер «синіх» Тібо Куртуа вибув з гри, як мінімум, до кінця року. Крім того, трансферне вікно вже закрилося, тому довелося обирати кандидатів лише серед вільних агентів. 8 жовтня 2015 року Амелія підписав контракт з «Челсі» до кінця сезону і став дублером Асміра Беговича. Так й не дебютувавши в іграх чемпіонату за «Челсі», 2016 року залишив команду.
Завершив ігрову кар'єру у команді «Віченца», за яку виступав протягом 2017 року.

## Кар'єра у збірній
Марко був основним воротарем у молодіжній збірній Італії на переможному чемпіонаті Європи 2004 року. У цьому ж році Амелія зі збірною виграв бронзу Олімпійських ігор.
Дебют в основній команді припав на матч проти збірної Кот-д'Івуару, в якому Амелія замінив Крістіана Абб'яті. В статусі дублера Джанлуїджі Буффона Амелія був у складі збірної на переможному чемпіонаті світу 2006 року, а також на чемпіонаті Європи 2008 року та Кубку конфедерацій 2009 року. Всього за національну збірну провів 9 матчів, в яких пропустив 8 голів.

## Кар'єра тренера
Розпочав тренерську кар'єру невдовзі по завершенні кар'єри гравця, 2018 року, очоливши тренерський штаб нижчолігового «Лупа Рома».
Наразі останнім місцем тренерської роботи був клуб Серії D «Вастезе», головним тренером команди якого Марко Амелія був з 2019 по 2020 рік.

## Статистика виступів

### Статистика клубних виступів
| Сезон               | Команда                | Чемпіонат           | Чемпіонат | Чемпіонат | Національний кубок | Національний кубок | Національний кубок | Континентальні кубки | Континентальні кубки | Континентальні кубки | Інші змагання | Інші змагання | Інші змагання | Усього | Усього  |
| Сезон               | Команда                | Ліга                | Ігор      | Голів     | Ліга               | Ігор               | Голів              | Ліга                 | Ігор                 | Голів                | Ліга          | Ігор          | Голів         | Ігор   | Голів   |
| ------------------- | ---------------------- | ------------------- | --------- | --------- | ------------------ | ------------------ | ------------------ | -------------------- | -------------------- | -------------------- | ------------- | ------------- | ------------- | ------ | ------- |
| 2000–01             | «Рома»                 | A                   | 0         | 0         | КІ                 | 0                  | 0                  | КУЄФА                | 0                    | 0                    | -             | -             | -             | 0      | 0       |
| 2001–02             | «Ліворно»              | C1                  | 1         | 0         | КІ+КІ-C            | 0+5                | -4                 | -                    | -                    | -                    | СКІ-C         | 1             | -1            | 7      | -5      |
| 2002–03             | «Ліворно»              | B                   | 35        | -39       | КІ                 | 2                  | -3                 | -                    | -                    | -                    | -             | -             | -             | 37     | -42     |
| 2003-січ. 2004      | «Лечче»                | A                   | 13        | -27       | КІ                 | 1                  | 0                  | -                    | -                    | -                    | -             | -             | -             | 14     | -27     |
| січ.-черв. 2004     | «Парма»                | A                   | 0         | 0         | КІ                 | 1                  | -1                 | КУЄФА                | 1                    | -3                   | -             | -             | -             | 2      | -4      |
| 2004–05             | «Ліворно»              | A                   | 31        | -50       | КІ                 | 2                  | -4                 | -                    | -                    | -                    | -             | -             | -             | 33     | -54     |
| 2005–06             | «Ліворно»              | A                   | 36        | -42       | КІ                 | 3                  | -3                 | -                    | -                    | -                    | -             | -             | -             | 39     | -45     |
| 2006–07             | «Ліворно»              | A                   | 30        | -46       | КІ                 | 0                  | 0                  | КУЄФА                | 8                    | -9; 1                | -             | -             | -             | 38     | -55; 1  |
| 2007–08             | «Ліворно»              | A                   | 33        | -48       | КІ                 | 0                  | 0                  | -                    | -                    | -                    | -             | -             | -             | 33     | -48     |
| Усього за «Ліворно» | Усього за «Ліворно»    | Усього за «Ліворно» | 166       | -225      |                    | 12                 | -14                |                      | 8                    | -9; 1                | -             | 1             | -1            | 187    | -249; 1 |
| 2008–09             | «Палермо»              | A                   | 34        | -45       | КІ                 | 1                  | -2                 | -                    | -                    | -                    | -             | -             | -             | 35     | -47     |
| 2009–10             | «Дженоа»               | A                   | 30        | -48       | КІ                 | 0                  | 0                  | ЛЄ                   | 5                    | -8                   | -             | -             | -             | 35     | -56     |
| 2010–11             | «Мілан»                | A                   | 4         | -5        | КІ                 | 1                  | -2                 | ЛЧ                   | 3                    | -5                   | -             | -             | -             | 8      | -12     |
| 2011–12             | «Мілан»                | A                   | 9         | -7        | КІ                 | 4                  | -6                 | ЛЧ                   | 1                    | -2                   | СІ            | 0             | 0             | 14     | -15     |
| 2012–13             | «Мілан»                | A                   | 11        | -17       | КІ                 | 1                  | -2                 | ЛЧ                   | 1                    | -1                   | -             | -             | -             | 13     | –       |
| 2013–14             | «Мілан»                | A                   | 5         | -8        | КІ                 | 0                  | 0                  | ЛЧ                   | 1                    | -1                   | -             | -             | -             | 6      | -9      |
| Усього за «Мілан»   | Усього за «Мілан»      | Усього за «Мілан»   | 29        | -37       |                    | 6                  | -10                |                      | 6                    | -9                   |               | 0             | 0             | 41     | -56     |
| 2014-січ. 2015      | «Рокка Пріора»         | Пром.               | 1         | -1        | -                  | -                  | -                  | -                    | -                    | -                    | -             | -             | -             | 1      | -1      |
| січ.-черв. 2015     | «Перуджа»              | B                   | 1         | 0         | КІ                 | -                  | -                  | -                    | -                    | -                    | -             | -             | -             | 1      | 0       |
| серп. 2015          | «Лупа Кастеллі Романі» | ЛП                  | 0         | 0         | КІ-ЛП              | 2                  | -1                 | -                    | -                    | -                    | -             | -             | -             | 2      | -1      |
| жовт. 2015–16       | «Челсі»                | ПЛ                  | 0         | 0         | КА+КЛ              | 0+0                | 0+0                | ЛЧ                   | 0                    | 0                    | -             | -             | -             | 0      | 0       |
| лют.-черв. 2017     | «Віченца»              | B                   | 4         | -5        | КІ                 | -                  | -                  | -                    | -                    | -                    | -             | -             | -             | 4      | -5      |
| Усього за кар'єру   | Усього за кар'єру      | Усього за кар'єру   | 278       | -388      |                    | 23                 | -28                |                      | 20                   | -29; 1               |               | 1             | -1            | 322    | -446; 1 |

### Статистика виступів за збірну
| Дата       | Місто    | Господарі | Результат | Гості             | Турнір            | Голи | Примітки |
| ---------- | -------- | --------- | --------- | ----------------- | ----------------- | ---- | -------- |
| 16-11-2005 | Женева   | Італія    | 1 – 1     | Кот-д'Івуар       | товариський матч  | -    | 71'      |
| 16-8-2006  | Ліворно  | Італія    | 0 – 2     | Хорватія          | товариський матч  | -2   |          |
| 15-11-2006 | Бергамо  | Італія    | 1 – 1     | Туреччина         | товариський матч  | -    | 46'      |
| 17-10-2007 | Сієна    | Італія    | 2 – 0     | ПАР               | товариський матч  | -    |          |
| 21-11-2007 | Модена   | Італія    | 3 – 1     | Фарерські острови | Відбір до ЧЄ 2008 | -1   |          |
| 6-2-2008   | Цюрих    | Італія    | 3 – 1     | Португалія        | товариський матч  | -1   |          |
| 11-10-2008 | Софія    | Болгарія  | 0 – 0     | Італія            | Відбір до ЧС 2010 | -    |          |
| 15-10-2008 | Лечче    | Італія    | 2 – 1     | Чорногорія        | Відбір до ЧС 2010 | -1   |          |
| 10-6-2009  | Преторія | Італія    | 4 – 3     | Нова Зеландія     | товариський матч  | -3   |          |
| Усього     |          | Матчів    | 9         |                   | Голів             | -8   |          |

| Дата       | Місто      | Господарі            | Результат | Гості                | Турнір                             | Голи | Примітки  |
| ---------- | ---------- | -------------------- | --------- | -------------------- | ---------------------------------- | ---- | --------- |
| 11-10-2002 | Авелліно   | Італія               | 4 – 1     | Югославія            | Кваліфікація молодіжного Євро-2004 | -1   |           |
| 15-10-2002 | Кардіфф    | Уельс                | 1 – 2     | Італія               | Кваліфікація молодіжного Євро-2004 | -1   |           |
| 19-11-2002 | Джуліанова | Італія               | 0 – 3     | Туреччина            | Товариський матч                   | -3   |           |
| 11-2-2003  | Каррара    | Італія               | 1 – 0     | Англія               | Товариський матч                   | -    |           |
| 28-3-2003  | Трапані    | Італія               | 1 – 0     | Фінляндія            | Кваліфікація молодіжного Євро-2004 | -    |           |
| 29-4-2003  | Невшатель  | Швейцарія            | 2 – 1     | Італія               | Товариський матч                   | -2   |           |
| 10-6-2003  | Вантаа     | Фінляндія            | 1 – 2     | Італія               | Кваліфікація молодіжного Євро-2004 | -1   |           |
| 19-8-2003  | Вольфсберг | Австрія              | 0 – 1     | Італія               | Товариський матч                   | -    |           |
| 5-9-2003   | Павія      | Італія               | 8 – 1     | Уельс                | Кваліфікація молодіжного Євро-2004 | -1   |           |
| 9-9-2003   | Новий Сад  | Сербія та Чорногорія | 1 – 0     | Італія               | Кваліфікація молодіжного Євро-2004 | -1   | RK        |
| 15-11-2003 | Фарум      | Данія                | 1 – 1     | Італія               | Кваліфікація молодіжного Євро-2004 | -1   |           |
| 19-11-2003 | Рієті      | Італія               | 0 – 0     | Данія                | Кваліфікація молодіжного Євро-2004 | -    |           |
| 17-2-2004  | Афіни      | Греція               | 1 – 1     | Італія               | Товариський матч                   | -1   | 46'       |
| 30-3-2004  | Мелгасу    | Португалія           | 1 – 3     | Італія               | Товариський матч                   | -    | 46'       |
| 27-5-2004  | Бохум      | Італія               | 1 – 2     | Білорусь             | Молодіжне Євро-2004 - 1-й етап     | -2   |           |
| 29-5-2004  | Бохум      | Італія               | 2 – 1     | Сербія та Чорногорія | Молодіжне Євро-2004 - 1-й етап     | -1   |           |
| 1-6-2004   | Бохум      | Італія               | 1 – 0     | Хорватія             | Молодіжне Євро-2004 - 1-й етап     | -    |           |
| 5-6-2004   | Бохум      | Італія               | 3 – 1     | Португалія           | Молодіжне Євро-2004 - півфінал     | -1   |           |
| 8-6-2004   | Бохум      | Італія               | 3 – 0     | Сербія та Чорногорія | Молодіжне Євро-2004 - Фінал        | -    | 5-й титул |
| Усього     |            | Матчів               | 19        |                      | Голів                              | -16  |           |

## Досягнення
Командні
 Ліворно
- Чемпіон Серії С1 (1): 2001/02
- Разом: 1 трофей

 Мілан
- Чемпіон Серії A (1): 2010/11
- Володар Суперкубка Італії: 2011
- Разом: 2 трофеї

 Збірна Італії
- Чемпіон Європи серед юнаків до 21 років (1): 2004
- Чемпіон світу (1): 2006
- Бронзовий олімпійський призер: 2004
- Разом: 3 трофеї

Особисті
- Кавалер ордена «За заслуги перед Італійською Республікою» (2004)
- Офіцер ордена «За заслуги перед Італійською Республікою» (2006)
- Золотий ланцюг за спортивні заслуги (2006)